# Ren xiao yao
Ren xiao yao è un film del 2002 diretto da Jia Zhangke anche noto all'estero con il titolo Unknown Pleasures.